# 大井線
大井線（日语：／）是一條連接岐阜縣惠那郡大井町（現時：惠那市）新大井站至大井水壩站之間的北惠那鐵道（現時：北惠那交通）的鐵路線。

## 概要
原本該鐵路線是一條由大同電力營運的專用鐵道，當時被用作運送建材至大井水壩（關西電力的前身）。在水壩落成後，為了活用該鐵路線，便轉型為觀光路線與轉讓給北惠那鐵道，開始客運業務。
當初計劃使用蒸氣機車行走，但後來由於經營合理化的關係，決定使用內燃動力列車。當時引入了2架由日本車輛製造本店製造的小型汽油列車（單端式汽油列車）。直至路線廢除前都是只有2架列車。
除了前往惠那峽的觀光客外，還有大井水壩的從業員、木曾川對面岸的笠置村（現時：惠那市）和蛭川村（現時：中津川市）的居民。自開設客運業務以來，客量一直是維持低水平，並且慢慢繼續衰退，平均一天的客量不到100人。結果此線比其他客運鐵道提早廢除。
另外路線再次轉讓給大同電力。連同車輛一直繼續營運至1940年（昭和15年）（當時變回專用鐵道）。後來汽油列車售賣給宮崎交通。

### 路線數據（廢時前一刻）
- 路線距離（營業距離）：新大井站 - 大井水壩站之間 4.3公里
- 軌距：1067mm
- 車站數目：3座（包含起終點站）
- 複線區間：沒有 全線單線）
- 電氣化區間：沒有（全線電化）

## 歷史
- 1922年（大正11年）3月 大同電力專用鐵道開通。當時該路線只用作運送大井水壩的建材。
- 1928年（昭和3年）
  - 決定把路線轉讓給北惠那鐵道[1]。轉讓金額為2萬日圓（當時）。
    - 在進行竣工檢査時，由鐵道省人員撰寫的報告書中提及「沿線基本上沒有人居住」、「雖然路線主要目的是運送觀光客，但是在冬季期間看不出有任何需求」這些悲觀的描述。在開始客運業務前已經為未來感到擔憂。

  - 12月3日 北惠那鐵道大井線開始客運業務[2]。
  - 12月 - 翌年10月1日 奧戶站改名為大井水壩站[3]。
- 1929年（昭和4年）2月 金龍溫泉站啟用。
- 1932年（昭和7年）9月 暫停營業。
- 1934年（昭和9年）9月15日 路線被廢除[4]。路線再次由大同電力接管，成為專用鐵路。

## 車站列表
新大井站 –  金龍溫泉站 –  大井水壩站
- 新大井站是在國鐵中央本線大井站（現時：惠那站）附近阿木川（日语：阿木川）的對面岸。
- 金龍溫泉站推測是在現時惠那鐳溫泉附近的溫泉。
- 大井水壩站（舊・奧戶站）推測是在大井水壩南邊。

## 接續路線
- 新大井站：國鐵中央本線、岩村電氣軌道（日语：岩村電気軌道）（大井站，現時：惠那站）

## 現況
在阿木川支流濁川中，可看見大井線路塹和橋樑遺跡。在2009年（平成21年）8月21日，於岐阜縣道401號惠那峽公園線惠那峽口路口附近設置了介紹大井線的展板。

## 注腳